# Continuïteitsbeginsel
Het continuïteitsbeginsel is een van de algemeen aanvaarde grondslagen voor het opstellen van een jaarrekening. 
Het houdt in dat activa en passiva van een onderneming moeten gewaardeerd worden op basis van de veronderstelling dat de onderneming in de afzienbare toekomst voortgezet wordt. Deze waarde noemt men de going concern waarde.